# San Miguel Chisda
San Miguel Chisda  är en ort i kommunen San José del Rincón i delstaten Mexiko i Mexiko. Samhället hade 339 invånare vid folkräkningen 2020.